# Lenguas borneanas
Las lenguas borneanas son lenguas malayo-polinesias nativas de la isla de Borneo, que posteriormente colonizarían Madagascar. También son llamadas nor-borneanas en clasificaciones menos actualizadas.
El idioma más hablado es el malgache, con 24 millones de hablantes en Madagascar.

## Clasificación y distribución
Se clasifican en los siguientes grupos:
- Sabahano: Al norte de Borneo, provincia de Sabah (Malasia).
- Rejang-Sajau: En Sarawak (Malasia).
- Gran barito
  - Sarawakano septentrional: Al noreste de Sarawak (Malasia).
  - Land dayak: Al sur de Sarawak. Grupo probablemente no-monofilético.
  - Barito: Típico del pueblo dayak, mayoritario en Kalimantan central (Indonesia).
    - Mahakam
    - Barito occidental
    - Barito oriental: Aparte de las lenguas de Kalimantan, destacan las lenguas malgaches de Madagascar (incluyendo al bushi de Mayotte).

Lenguas borneanas de Kalimatan: Lamd Dayak (azul), Gran Barito (amarillo), Sabahano (rojo).